# Марија Кудержикова
Марија Кудержикова (чеш. Marie Kudeříková; Внорови, 24. март 1921 - Вроцлав, 26. март 1943), позната и под именом Марушка Кудержикова (чеш. Maruška Kudeříková), била је студенткиња активна у чешком, антифашистичком покрету отпора против нацистичке окупације Чехословачке. Учествовала је у неколико саботажа усмерених против нацистичких окупатора. Гестапо ју је ухапсио 1941. Била је осуђена на смрт, а казна над њом је извршена одсецањем главе. Док је била у затвору написала је 32 писма, која су објављена под насловом „Фрагменти живота: писма из затвора” (Zlomky života: listy z vězení). Након Другог светског рата постала је један од симбола антифашистичке борбе у Чехословачкој. Њено име носи неколико улица и школа. На основу њених последњих дана проведених у затвору Јаромил Јиреш је снимио филм „И поздрави ми ластавице” 1972. године.

## Биографија
Кудержикова је рођена у римокатоличкој породици у Внорови. Њен отац, Јосеф Кудержик у младости је био део чехословачке легије која се борила на страни Руса у Првом светском рату. За време немачке окупације Чехословачке активно је учествовао у активностима против немачких војника. Његова најстарија ћерка Марија је тада похађала гимназију у Стражници. У Стражници се упознала са младим комунистом Јулиусом Јулеком Крамаричем. Под његовим утицајем почела је да се занима за марксистичке идеје, што је довело до сукоба у њеној религиозној породици. Касније је прокоментарисала: Јулек је положио темељ мог целокупног будућег дела. Обоје су матурирали 1940. Кудержикова је отишла да студира језик у Брну, а Крамарич је остао у Внорови.
Након што се универзитет за време рата изместио из Брна у Веверску Битишку, Кудержикова се прикључила Омладинском савезу, организацији која је била тесно повезана са Централним комитетим комунистичке партије. Помагала је у штампању забрањених публикација и постера, а потом је учествовала у саботажама заједно са другим омладинцима. За време таласа хапшења 1941. скривала се у селу Лажанки. У јесен исте године отпутовала је у Брно где је наставила да учествује у акцијама Омладинског савеза.
Кадержикову је ухапсио Гестапо у Брну 5. децембра 1941. Испитивање се одиграло у Брну и Прагу, а суђење у Вроцлаву. Њени родитељи су присуствовали суђењу. Осуђена је на одсецање главе. Провела је више од сто дана у затвору чекајући егзекуцију. Током заробљеништва радила је као бојаџија дечјих играчака. Такође, тајно је писала аутобиграфске белешке о свом животу у виду писама. Њене записе сачували су пријатељица и затворски чувар. Казна је извршена 26. марта 1943, два дана након њеног двадесет другог рођендана. У последњем писму, написаном на дан егзекуције, записала је: Збогом, поздрављам вас, волим вас, не плачем. Без јадиковања, без дрхтања, без бола одлазим, стигла сам до онога што је циљ, не и до смисла. Брутална метода одсецања главе шокирала је чешко друштво, а за време рата било је забрањено јавно говорити о околностима њене смрти.

## Наслеђе
Након Другог светског рата и успостављања комунистичке управе Кудержикова је слављена као херој и истицана је за пример младим генерацијама. О њеном деловању се учило из историје, а њена писма су се нашла у школским читанкама. По њој је названа основна школа у Стражњици. Места Праг, Брно, Крелов, Свитави, Веверска Битишка, Брецлав, Острава, Хавиржов, Знојмо, Трутнов, Бенешов и Усти на Лаби имају улицу названу њеним именом. Родна кућа Марије Кудержикове у Внорови је претворена у музеј.
На основу њених последњих дана проведених у затвору Јаромил Јиреш је снимио филм „И поздрави ми ластавице” 1972. године. Марију је играла Магдалена Вашариова.
Наслеђе Марије Кудержикове као хероја довођено је у питање након пада комунизма и поновне ревизије историје. Између осталог истицали су се документи који су наводно указивали да је невешто организовано антифашистичко деловање Кудержикове и њених сарадника довело до затварања многих недужних особа у концентрационе логоре.